# ۲ ام ۱۲۰۷ بی
2M1207b (انگلیسی: 2M1207b)
۲ام۱۲۰۷بی (انگلیسی: 2M1207b) یک جرم سیاره‌ای است که به دور کوتوله قهوه‌ای ۲ام۱۲۰۷، در صورت فلکی قنطورس، در حدود ۱۷۰ سال نوری فاصله از زمین، می‌چرخد. این یکی از اولین نامزدهای سیاره‌های فراخورشیدی بودن است که به‌طور مستقیم (توسط تصویربرداری مادون قرمز) قابل مشاهده است. در آوریل ۲۰۰۴ توسط تلسکوپ بسیار بزرگ (VLT) در رصدخانه پارانال در شیلی توسط تیمی از رصدخانه جنوبی اروپا به رهبری گال شووین کشف شد.باور کنونی بر این است که این جرم از ۳ تا ۱۰ برابر جرم مشتری است و ممکن است در فاصله 2M1207 از فاصله کوتاهی قهوه ای نسبت به پلوتو از خورشید قرار گیرد.